# Tambores de candombe
Los tambores de candombe o tamboriles (referidos también como tambores afro-montevideanos) son  membranófonos usados para tocar música de Candombe de Uruguay. Tienen un solo parche y existen tres tamaños: piano (rango bajo), repique (rango tenor) y chico (rango alto). Los tambores están hechos de madera y tienen la forma de barril curvado con la base angosta.

## Descripción y ejecución de los tambores

### Chico
El chico es el tambor más pequeño y de registro más agudo; es la base del candombe, el patrón que toca vendría a ser como el de una maraca o una cáscara pero en un tambor. Toca la segunda semicorchea de cada negra con la mano mientras que la tercera y la cuarta con el palo, dejando en silencio la primera semicorchea de cada negra. El chico repicado toca la segunda semicorchea con la mano mientras que la primera, tercera y cuarta con el palo.
El chico tiene un patrón fijo: cada negra del compás de cuatro cuartos, se divide en cuatro partes: 
Chico de 2
1. Un silencio —de semicorchea.—
2. Un golpe acentuado, semiabierto (como un snap de conga, pero sin dejar la mano en el cuero), de mano izquierda,
3. Dos golpes de palo, el cual se sostiene con la derecha.

Ejemplo:
Compás 4/4
s M p p s M p p s M p p s M p p \\ 
Chico de 3 o 4
1. Un golpe acentuado, semiabierto, de mano izquierda,
2. Tres golpes de palo, el último golpe que algunos lo tocan acentuado(cae en la semicorchea número 1) el cual se sostiene con la derecha.

Ejemplo:
Compás 4/4
s M p p p M p p p M p p p M p p \
p M p p p M p p p M p p p M p p \\

### Repique
Las dimensiones del repique lo sitúan en el medio, más grande que el chico pero más pequeño que el piano y, en cuanto a registro, también está situado en el medio. Básicamente cuenta de un ritmo de 2 células de 2 negras donde se acentúa la 2.ª semicorchea de la primera negra y la primera y cuarta semicorchea de la 2.ª negra. Entre estos acentos que son tocados con la mano el palo rellena; este relleno depende totalmente del barrio y del tocador. El repique también cumple la función de llevar la clave (madera) sobre el casco del tambor y «conversa» con los otros repiques y con los pianos. Normalmente es el tambor que llama tanto a subir o bajar de tempo e intesidad como a cerrar y abrir el toque.
El repique es el que más improvisa y difícilmente se puede describir con lenguaje técnico su ritmo. Una base de ejemplo es:
s M s p M p s M p M s p M p s p\

### Piano
El piano es el tambor más grande, de registro más grave. El patrón que toca depende del barrio y del tocador que lo ejecute. No todos los tocadores de piano repican pero es algo que se da cada vez más en los diferentes barrios de Montevideo. El piano «llama», «contesta», «rezonga» y «tiene una conversación» con los repiques y con los otros pianos. 
El piano suele improvisar bastante variando de acuerdo a una u otra zona de Montevideo. Por lo general cada agrupación cuenta con un ritmo de piano propio que la identifica.

## Cuerda de tambores
"Cuerda de tambores" es el nombre que se la da a la familia formada con cada uno de los tres tambores: tambor chico,  tambor repique y tambor piano. Una cuerda consiste de tres personas como mínimo, cada una tocando uno de ellos. Sin embargo, una cuerda puede formarse de muchas más personas, siempre y cuando participen los tres tipos de tambores repitiéndose así la serie. Cada tambor es tocado por una persona. En  las llamadas el percusionista cuelga su tambor de un hombro, y lo toca percutiendo en el parche con una de sus manos abierta y con un palo en la otra. De esa manera "la cuerda" lo toca caminando en formación.

### Ritmos
Los ritmos más importantes y tradicionales son el cuareim, el ansina y el cordón, nombrados por barrios montevideanos que han ayudado a mantener vivo el candombe ininterrumpidamente  durante doscientos años, hasta nuestros días.

### Percusionistas
Algunos de los  maestros percusionistas más destacados  de Candombe son:
- Lobo Núñez
- Osvaldo Fattoruso
- Escuela Ansina: Washington Ocampo, Héctor Suárez,  Pedro "Perico" Gularte, Eduardo "Cacho" Giménez, Julio Giménez, Raúl "Pocho" Magariños, Rubén Quirós, Alfredo Ferreira, "Tito" Gradín, Raúl "Maga" Magariños, Luis "Mocambo" Quirós,Tito Quiros, Fernando "Hurón" Silva, Gustavo Oviedo, Eduardo "Malumba" Giménez, Álvaro Salas, Daniel Gradín, Sergio Ortuño y José Luis Giménez.[1]